# 平山ゆい
平山 ゆい（ひらやま ゆい、1985年12月23日 - ）は、キリンプロ大阪オフィスに所属していた日本の女優。

## モデル活動

### スチール
- あそびと環境0・1・2歳 冬号[1]（学習研究社 出版事業）

## 出演

### ラジオドラマ
- レインボータウンFM放送作品[1]
- 九州劇場「卒業証書が消えた日」（NHK福岡放送局）

### テレビドラマ
- 連続テレビ小説 てるてる家族（NHK大阪放送局）
- シナリオ登竜門 なつのひかり。（日本テレビ、2004年）
- 大奥 第一章（フジテレビ、2004年）
- 水曜ミステリー9 新米事件記者・三咲 2（テレビ東京/BSジャパン、2006年） - アキホ 役

### 舞台
- あの晩、星が教えてくれた 大阪公演C公演・D公演[2]（門真市民文化会館ルミエールホール[2]、2004年） - 近藤菜緒 役[1]（C公演）/高梨美紀 役（D公演）
- ソラリスの謎（2005年） - 主演・一ノ原拓夢 役/アニー 役[1]
- アルジャーノンに花束を[注釈 1]（中野ザ・ポケット[3]、2006年） - フェイ・リルマン 役

### ネットシネマ
- ハツカレ（2006年）

### CM
- 資生堂[1]
- necoo（鐘工業）
- DENPO 2006（NTT）
- 日本の、これから（NHK）

### ビデオパッケージ
- ガーナチョコレートシリーズ（ロッテ）